# Mauzoleum małżonków Moenke

Mauzoleum małżonków Moenke na Starym Cmentarzu

Mauzoleum małżonków Moenke – nagrobek w części ewangelickiej Starego Cmentarza w Łodzi.

## Historia
Powstał w 1884 roku  według projektu Otto Gehliga i kryje szczątki Teresy z Anstadtów Moenke zmarłej w 1884 roku  (córki Karola Anstadta) i jej męża Roberta (zm. 1885). Ma formę wzorowaną na antycznej świątyni z tympanonem zwieńczonym krzyżem i ozdobionym wyobrażeniem małżeńskich obrączek.